# Mausoleo di Andrej Hlinka

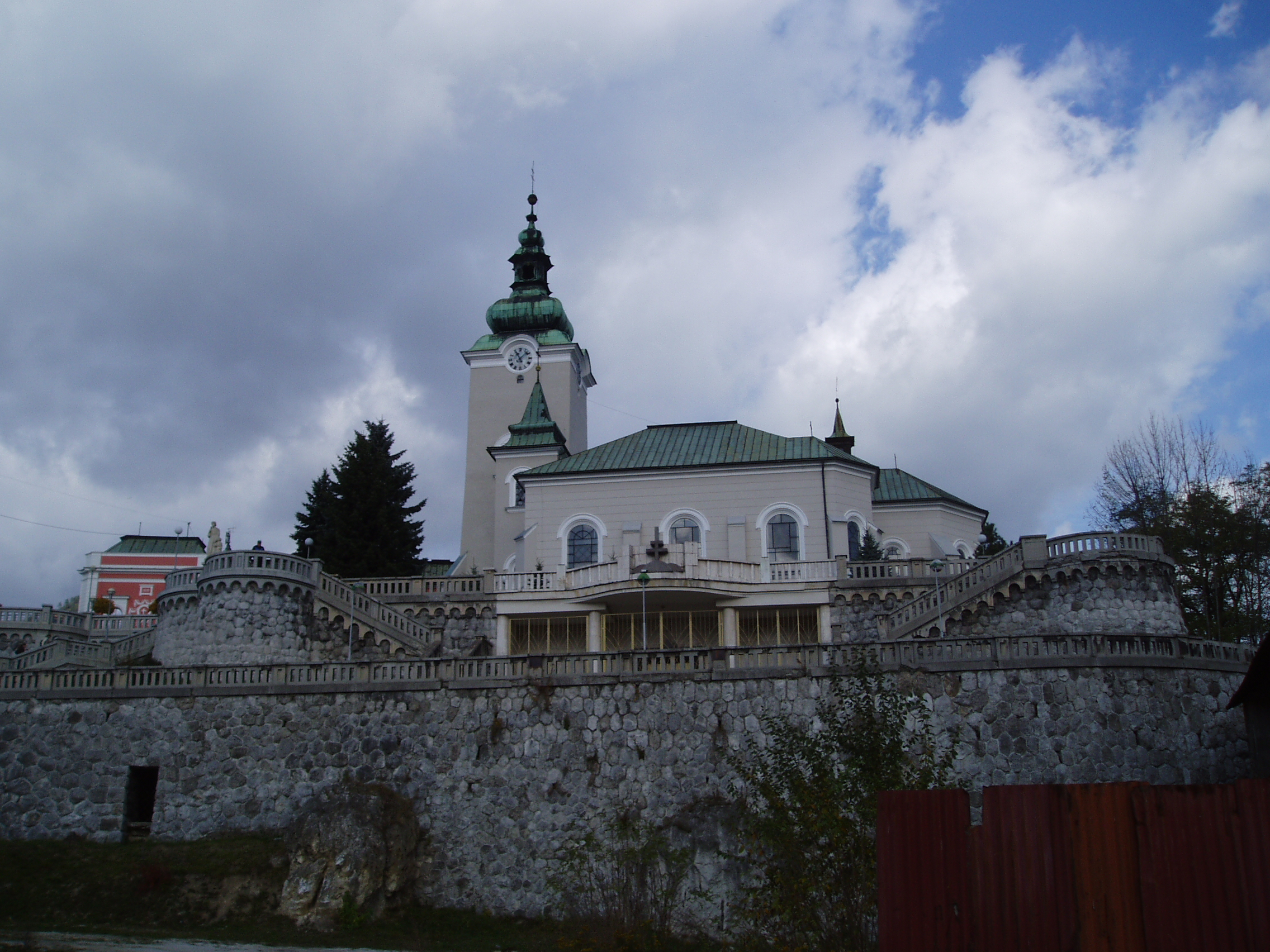
Mausoleo di Andrej Hlinka e la chiesa di Sant'Andrea, a Ružomberok

Il Mausoleo di Andrej Hlinka (in slovacco Mauzóleum Andreja Hlinku) si trova a Ružomberok in Slovacchia nelle immediate vicinanze della chiesa di sant'Andrea. Nel 2007 una legge della repubblica l'ha riconosciuto come edificio funerario. Curiosamente i resti di Andrej Hlinka non sono più contenuti nel mausoleo, che li ha ospitati dal 1939 fino al 1945. Andrej Hlinka era anche raffigurato sulla banconota da 1 000 corone slovacche.

## Storia
Il 5 agosto 1938 Andrej Hlinka fu sepolto nella cripta dei gesuiti a Ružomberok. Il consiglio comunale decise di trasformare il monumento ai caduti della Prima guerra mondiale nel suo mausoleo, per onorare uno dei principali protagonisti della storia slovacca. Dopo più di un anno di lavoro i resti di Andrej Hlinka furono traslati nel mausoleo il 31 ottobre 1939. Vi rimasero fino al 4 febbraio 1945, quando furono rimossi dal mausoleo per l'avanzata del fronte orientale e traslati nella cripta della chiesa di San Martino di Bratislava. La teca in vetro, che conteneva il corpo imbalsamato di Hlinka e fu infranta con un proiettile per ragioni sconosciute, è stata ricollocata, priva del cadavere, nel Mausoleo nel 2003.

## Descrizione
Gli autori del progetto del mausoleo furono Kazimir (Gažo) Olejník, Jozef Švidroň e Jozef Glončák.
Al Mausoleo si accede attraverso una rampa di scale monumentali. All'interno si trovano il sarcofago in pietra, una statua di Andrej Hlinka, opera di Fraňo Štefunko, e la teca che conteneva i resti imbalsamati di Andrej Hlinka.